# العلاقات الألمانية البيلاروسية
العلاقات الألمانية البيلاروسية هي العلاقات الثنائية التي تجمع بين ألمانيا وروسيا البيضاء.

## مقارنة بين البلدين
هذه مقارنة عامة ومرجعية للدولتين:
| وجه المقارنة                                              | ألمانيا                                                                              | روسيا البيضاء                    |
| --------------------------------------------------------- | ------------------------------------------------------------------------------------ | -------------------------------- |
| المساحة (كم2)                                             | 357.41 ألف                                                                           | 207.60 ألف                       |
| عدد السكان (نسمة)                                         | 81.29 مليون                                                                          | 9.50 مليون                       |
| الكثافة السكانية (ن./كم²)                                 | 227.44                                                                               | 45.76                            |
| العاصمة                                                   | بون، برلين                                                                           | مينسك                            |
| اللغة الرسمية                                             | اللغة الألمانية                                                                      | اللغة البيلاروسية، اللغة الروسية |
| العملة                                                    | يورو، مارك ألماني                                                                    | روبل بلاروسي                     |
| الناتج المحلي الإجمالي (بليون دولار)                      | 3.68 تريليون                                                                         | 54.44 مليار                      |
| الناتج المحلي الإجمالي (تعادل القوة الشرائية) بليون دولار | 3.92 تريليون                                                                         | 168.35 مليار                     |
| الناتج المحلي الإجمالي الاسمي للفرد دولار أمريكي          | 41.31 ألف                                                                            | 5.74 ألف                         |
| الناتج المحلي الإجمالي للفرد دولار أمريكي                 | 46.40 ألف                                                                            | 18.18 ألف                        |
| مؤشر التنمية البشرية                                      | 0.926                                                                                | 0.798                            |
| رمز المكالمات الدولي                                      | +49                                                                                  | +375                             |
| رمز الإنترنت                                              | .de                                                                                  | .by، .бел                        |
| المنطقة الزمنية                                           | توقيت وسط أوروبا، ت ع م+01:00، ت ع م+02:00، توقيت أوروبا الوسطى المعياري (ت غ م +1) ‏ | ت ع م+03:00                      |

## مدن متوأمة
في ما يلي قائمة باتفاقيات التوأمة بين مدن ألمانية وبيلاروسية:
- ترتبط Weingarten (Baden) [الإنجليزية]‏ مع برست باتفاقية توأمة.
- ترتبط فرانكفورت مع فيتيبسك باتفاقية توأمة منذ 1975.
- ترتبط إسلينغن آم نيكار مع مالادزيشنا باتفاقية توأمة منذ 1996.
- ترتبط أويلتسن مع كوبرين باتفاقية توأمة.
- ترتبط فريدريكسهافن مع بولوتسك باتفاقية توأمة.
- ترتبط رافنسبورغ مع برست باتفاقية توأمة.
- ترتبط بون مع مينسك باتفاقية توأمة منذ 1983.
- ترتبط مندن مع غرودنو باتفاقية توأمة.
- ترتبط Reinickendorf [الإنجليزية]‏ مع مينسك باتفاقية توأمة.
- ترتبط Marzahn-Hellersdorf [الإنجليزية]‏ مع Kastrychnitski District [الإنجليزية]‏ باتفاقية توأمة.
- ترتبط بيرغ [الإنجليزية]‏ مع برست باتفاقية توأمة.
- ترتبط باينفورت [الإنجليزية]‏ مع برست باتفاقية توأمة.
- ترتبط بوتسدام مع مينسك باتفاقية توأمة منذ 1973.
- ترتبط Baindt [الإنجليزية]‏ مع برست باتفاقية توأمة.
- ترتبط نينبورغ مع فيتيبسك باتفاقية توأمة.
- ترتبط هلمشتيت مع Svyetlahorsk [الإنجليزية]‏ باتفاقية توأمة.
- ترتبط أيسناخ مع موجيلوف باتفاقية توأمة.
- ترتبط آلتنا مع بينسك باتفاقية توأمة.[18]

## منظمات دولية مشتركة
يشترك البلدان في عضوية مجموعة من المنظمات الدولية، منها:
| علم المنظمة | اسم المنظمة                               | تاريخ انضمام ألمانيا | تاريخ انضمام روسيا البيضاء |
| ----------- | ----------------------------------------- | -------------------- | -------------------------- |
|             | مؤسسة التمويل الدولية                     | 20 يوليو 1956        | 2 نوفمبر 1992              |
|             | منظمة حظر الأسلحة الكيميائية              | 29 أبريل 1997        | ?                          |
|             | يونسكو                                    | 11 يوليو 1951        | 12 مايو 1954               |
|             | الاتحاد الدولي للاتصالات                  | 1866                 | 7 مايو 1947                |
|             | الأمم المتحدة                             | 18 سبتمبر 1973       | 24 أكتوبر 1945             |
|             | منظمة الشرطة الجنائية الدولية             | ?                    | ?                          |
|             | مجموعة الموردين النوويين                  | ?                    | ?                          |
|             | البنك الدولي للإنشاء والتعمير             | 14 أغسطس 1952        | 10 يوليو 1992              |
|             | منظمة الأمن والتعاون في أوروبا            | 25 يونيو 1973        | 30 يناير 1992              |
|             | الاتحاد البريدي العالمي                   | 1 يوليو 1875         | ?                          |
|             | المركز الدولي لتسوية المنازعات الاستشارية | 18 مايو 1969         | 9 أغسطس 1992               |
|             | وكالة ضمان الاستثمار متعدد الأطراف        | 12 أبريل 1988        | 3 ديسمبر 1992              |
|             | اتفاقية السماوات المفتوحة                 | ?                    | ?                          |

## أعلام
هذه قائمة لبعض الشخصيات التي تربطها علاقات بالبلدين:
- أوتو شميدت (رياضياتي روسي، 18 سبتمبر 1891 – 7 سبتمبر 1956[34])

## وصلات خارجية
- موقع وزارة الخارجية الألمانية
- موقع وزارة الخارجية البيلاروسية